# Samuel Nascimento
Samuel Carlos Do Nascimento (Guarulhos, São Paulo; 19 de octubre de 1993) es un actor, bailarín y cantante brasileño. Es conocido por interpretar a Broduey Silva en la telenovela Violetta, Santi Owen en la telenovela Soy Luna, y Fabricio en la serie Go! Vive a tu manera.

## Carrera

### Primeros años
Participó en varias bandas, siendo cantante, guitarrista, pianista y bailarín.

### 2008 - 2012
Participó en High School Musical: O Desafio (La versión brasileña de High School Musical). Allí, antes de comenzar a filmar la película. grabó su segundo álbum y salió de gira a lo largo de Brasil con todo el elenco. A finales de 2008 con la gira ya finalizada, comenzó la grabación de lo que sería la primera película de Disney brasileña. La película se estrenó en el segundo semestre de 2009 y esto significaría el gran salto a la fama de Samuel Nascimento.
El estreno de la película se le juntó con el estreno de la serie Quando Toca o Sino (inspirada en la versión estadounidense As the Bell Rings, también de Disney) donde interpretaría a Dejair "DJ" durante tres años hasta el 2012.

### 2012 - 2015
A partir de 2012, y en Disney Channel en su versión latinoamericana, participó en el elenco de Violetta. siendo allí el único actor brasileño. Se encargó de interpretar el papel de Broduey hasta el año 2015.
En el año 2013 participó en la adaptación teatral de la serie titulada "Violetta en vivo", primero en Argentina donde en sus 77 presentaciones vendieron 200.000 entradas, luego en Paraguay, siendo Chile el segundo país del exterior en visitar, donde vendieron la cifra alucinante de +60.000 entradas en seis shows. En Brasil dieron otras seis funciones y finalizaron en Uruguay. En total se vendieron 6.426.683 entradas.
En el año 2015 participó del Violetta Live 2015 International Tour, visitó España, Portugal, Italia, Francia, Países Bajos, Bélgica, Portugal, Suiza, Alemania y Polonia, en Europa, y luego en América Latina, visitó países como México , Uruguay , Colombia, Chile, Guatemala, Honduras, Nicaragua, Panamá, Brasil, Ecuador, Colombia, Paraguay, Perú y Argentina. Después unos conciertos más se despide de Violetta, con su gira en Nice, Francia. Terminando así su paso por la serie Violetta.

### 2016 - 2017
En el año 2016 tuvo una participación especial en Soy Luna como Santi Owen, volviéndose parte del elenco recurrente de la serie un año más tarde, durante la segunda temporada.

## Filmografía
| Año       | Título                         | Personaje     | Notas                                                          |
| --------- | ------------------------------ | ------------- | -------------------------------------------------------------- |
| 2003      | Popstars                       | N/P           | Concursante                                                    |
| 2008      | High School Musical: A Seleção | N/P           | Concursante                                                    |
| 2009      | High School Musical: O Desafio | Samuel        | Reparto principal                                              |
| 2009−2011 | Quando Toca o Sino             | DJ            | Reparto principal                                              |
| 2011      | Blog do DJ                     | DJ            | Protagonista                                                   |
| 2012−2015 | Violetta                       | Broduey Silva | Reparto principal                                              |
| 2016      | ¡Qué talento!                  | Él mismo      | Participación Especial                                         |
| 2016−2017 | Soy Luna                       | Santi Owen    | Invitado (temporada 1), recurrente (temporada 2); 13 episodios |
| 2019      | Go! Vive a tu manera           | Fabricio      | Elenco secundario                                              |
| 2020      | Adentro                        | Joao          | Participación especial                                         |
| 2021      | Slime chef                     | N/P           | Presentador                                                    |
| 2022      | Canta conmigo ahora            | N/P           | Jurado                                                         |

## Discografía
| Año                                                                             | Canción                                                                                               | Álbum                          |
| ------------------------------------------------------------------------------- | --- | ------------------------------ |
| 2009                                                                            | "Lá Vou eu" (con elenco de Quando Toca o Sino)                                                        | Quando Toca o Sino             |
| 2009                                                                            | "A Hora Certa" (con elenco de Quando Toca o Sino)                                                     | Quando Toca o Sino             |
| 2009                                                                            | "Faça como Eu"                                                                                        | Quando Toca o Sino             |
| 2009                                                                            | "Quando Toca O Sino" (con elenco de Quando Toca o Sino)                                               | Quando Toca o Sino             |
| 2010                                                                            | "Novo Ano Começou" (con elenco de High School Musical: O Desafio)                                     | High School Musical: O Desafio |
| 2010                                                                            | "Faça Parte Desse Show" (con elenco de High School Musical: O Desafio)                                | High School Musical: O Desafio |
| 2010                                                                            | "Atuar, Dançar, Cantar" (con elenco de High School Musical: O Desafio)                                | High School Musical: O Desafio |
| 2011                                                                            | "Cada Um Faz" (Con Bernardo Falcone, Carol Calheiros y Beatriz Machado)                               | Quando Toca o Sino 2           |
| 2011                                                                            | "O Futuro Me Aguarda" (Con Moroni Cruz, Eduardo Gil, Fellipe Guadanucci y Olavo Cavalheiro)           | Quando Toca o Sino 2           |
| 2011                                                                            | "Quem Está Comigo?" (Con Olavo Cavalheiro, Moroni Cruz, Jullie y Fellipe Guadanucci)                  | Quando Toca o Sino 2           |
| 2011                                                                            | "Par Perfeito" (Con Carol Calheiros, Jullie, Beatriz Machado, Moroni Cruz y Olavo Cavalheiro)         | Quando Toca o Sino 2           |
| 2011                                                                            | "Lá Vou eu" (con elenco de Quando Toca o Sino)                                                        | Quando Toca o Sino 2           |
| 2011                                                                            | "Quando Toca O Sino" (con elenco de Quando Toca o Sino)                                               | Quando Toca o Sino 2           |
| 2012                                                                            | "Are you ready for the ride?" (con Facundo Gambandé, Jorge Blanco, Nicolás Garnier y Rodrigo Velilla) | Violetta                       |
| 2012                                                                            | "Ven y canta" (con el elenco de Violetta)                                                             | Violetta                       |
| 2012                                                                            | "Ser mejor" (con el elenco de Violetta)                                                               | Cantar es lo que soy           |
| 2012                                                                            | "Tu foto de verano" (con Facundo Gambandé, Jorge Blanco, Nicolás Garnier y Rodrigo Velilla)           | Cantar es lo que soy           |
| 2012                                                                            | "Cuando me voy" (con Facundo Gambandé, Jorge Blanco, Nicolás Garnier y Rodrigo Velilla)               | Cantar es lo que soy           |
| 2013                                                                            | |                                |
| "Euforia" (con el elenco de Violetta)                                           | Hoy somos más                                                                                         |                                |
| "On beat" (con el elenco de Violetta)                                           | Hoy somos más                                                                                         |                                |
| "Algo se enciende" (con el elenco de Violetta)                                  | Hoy somos más                                                                                         |                                |
| "Luz, cámara, acción" (con Ruggero Pasquarelli, Jorge Blanco y Diego Domínguez) | Hoy somos más                                                                                         |                                |
| "Te fazer feliz" (con Jorge Blanco y Nicolás Garnier)                           | Violetta en vivo                                                                                      |                                |

## Premios y nominaciones
| Año  | Premio                        | Categoría                 | Producción | Resultado | Referencias |
| ---- | ----------------------------- | ------------------------- | ---------- | --------- | ----------- |
| 2013 | Kids' Choice Awards Argentina | Actor de reparto favorito | Violetta   | Ganador   | [ 4 ]       |